# Miguel Riglos
Pour les articles homonymes, voir Miguel et Riglos.
Miguel Riglos est une localité argentine située dans le département de Catriló et dans la province de La Pampa.